# Бярки Гунльойсон
Бярки Бергматън Гунльойсон (на исландски Bjarki Bergmann Gunnlaugsson, произнася се [g'ʉnːlɵʏɣsɔn]) е исландски футболист, полузащитник. Роден е на 3 март 1973 г. в Акранес. Неговият брат близнак Артнар Гунльойсон и по-малкият му брат Гардар Гунльойсон са също футболисти. Започва професионалната си кариерата в исландския ИА Акранес. От 2008 г. е отново играч на ИА Акранес.